# Giambattista Basile
Giambattista Basile (ur. 15 lutego 1575 w Neapolu, zm. 23 lutego 1632 w Giugliano) – włoski dworzanin i pisarz, znany przede wszystkim ze zbioru baśni.
Karierę rozpoczął jako żołnierz, później pełnił służbę na dworze Ferrante Gonzagi i innych dworach włoskich.
Najważniejszym jego dziełem literackim jest napisany w dialekcie neapolitańskim zbiór opartych na ludowych opowieściach baśni, zatytułowany Lo cunto de li cunti overo lo trattenemiento de peccerille (Baśń nad baśniami, czyli Festyn tłuścioszek). Baśnie zostały wydane pośmiertnie w latach 1634–36. Struktura zbioru jest podobna do Dekameronu Boccaccia: 50 baśni jest podzielonych na 5 dni i połączonych opowieścią ramową. Ze względu na tę formę późniejsze wydania były tytułowane Pentamerone.
Pentamerone jest dziełem typowym dla literatury baroku, pełnym wyszukanych środków stylistycznych. Niektóre zawarte w nim utwory są podobne do rozpowszechnionych później baśni, m.in. Kota w butach, Królewny Śnieżki, Kopciuszka, Roszpunki. Baśnie Basila były tłumaczone lub stały się inspiracją dla późniejszych baśniopisarzy, m.in. braci Grimm i Charles'a Perrault.